# Wspólne emisje monet 2 euro
Wspólne emisje monet 2 euro emitują wszystkie kraje należące w danym momencie do strefy euro. Należy zauważyć że kraje takie jak Andora, Monako, San Marino i Watykan są tylko stowarzyszone ze strefa euro i nie mają uprawnień do udziału we wspólnej emisji strefy euro.
Emisje te wybijane są z okazji ważnych rocznic Unii Europejskiej. Dotychczas kraje strefy euro wyemitowały wspólnie pięć monet okolicznościowych. Pierwszą w 2007 r. z okazji 50. rocznicy podpisania traktatu rzymskiego, drugą, z motywem nawiązującym do Unii Gospodarczej i Walutowej, trzecią w 2009 r. z okazji dziesięciolecia euro, czwartą w 2015 r. upamiętniającą 30 lat flagi Unii Europejskiej, zaś w 2022 roku z okazji 35. rocznicy programu Erasmus.
Strona narodowa monet wspólnej emisji przedstawia okolicznościowy motyw, nazwę kraju-emitenta oraz nazwę wydarzenia w języku (językach) tego kraju.

## 50. rocznica podpisania traktatów rzymskich
Pomysł przeprowadzenia wspólnej emisji monet z okazji podpisania Traktatów Rzymskich powstał już w 2005 roku w trakcie spotkania Rady ds. Gospodarczych i Finansowych. Instrukcje dotyczące przygotowania projektów zostały wysłane do wszystkich krajów Unii Europejskiej. Swoje projekty przedstawiły więc też kraje, które do strefy euro nie należą, np. Dania, Wielka Brytania. W głosowaniach nie brały jednak udziału. Wyboru projektu dokonano podczas dwóch rund głosowania wśród członków Parlamentu Europejskiego. Do drugiej tury dostały się 2 projekty z największą ilością głosów z 13. Wygrała koncepcja przygotowana przez Narodowy Bank Słowenii.
| Awers | Państwo     | Nazwa monety                                | Wielkość emisji  | Data emisji                |
| --- | ----------- | ------------------------------------------- | ---------------- | -------------------------- |
| | Strefa euro | 50. rocznica podpisania traktatów rzymskich | 87,652,666 monet | 25 marca – 2 kwietnia 2007 |
| Opis: W środkowej części monety znajduje się traktat podpisany przez sześć państw założycielskich Europejskiej Wspólnoty Węgla i Stali na tle chodnika Michała Anioła na Piazza del Campidoglio w Rzymie, gdzie traktat został podpisany 25-go marca 1957 roku. Tłumaczenie Europa znajduje się nad książką, natomiast tłumaczenie traktaty rzymskie oraz 50 lat znajdują się w górnej części monety w łuku w dwóch linijkach. Rok wydania i nazwa kraju wydającego monetę znajduje się w łuku w dolnej części monety. Położenie znaku mennicy (oraz grawera) różni się w trzynastu wersjach wydanej monety. Na okręgu przy krawędzi monety znajduje się dwanaście gwiazd Unii Europejskiej. |             |                                             |                  |                            |
| |             |                                             |                  |                            |
| | Austria     | Austria                                     | 9 milionów monet | 25 marca 2007              |
| Napis w języku niemieckim: VERTRAG VON ROM 50 JAHRE, EUROPA, REPUBLIK ÖSTERREICH |             |                                             |                  |                            |
| | Belgia      | Belgia                                      | 5,040,000 monet  | 26 marca 2007              |
| Napis w języku łacińskim: PACTVM ROMANVM QVINQVAGENARIVM, EUROPÆ Napis w trzech językach francuskim-holenderskim-niemieckim: BELGIQUE–BELGIE–BELGIEN |             |                                             |                  |                            |
| | Finlandia   | Finlandia                                   | 1,400,000 monet  | 25 marca 2007              |
| Napis w języku fińskim: ROOMAN SOPIMUS 50 V, EUROOPPA, Napis w języku fińskim i szwedzkim: SUOMI FINLAND |             |                                             |                  |                            |
| | Francja     | Francja                                     | 9,406,857 monet  | 2 kwietnia 2007            |
| Napis w języku francuskim: TRAITÉ DE ROME 50 ANS, EUROPE, RÉPUBLIQUE FRANÇAISE |             |                                             |                  |                            |
| | Grecja      | Grecja                                      | 3,978,549 monet  | 26 marca 2007              |
| Napis w języku greckim: ΣΥΝΘΗΚΗ ΤΗΣ ΡΩΜΗΣ 50 XPONIA, EYPΩΠΗ, ΕΛΛΗΝΙΚΗ ΔΗΜΟΚΡΑΤΙΑ |             |                                             |                  |                            |
| | Hiszpania   | Hiszpania                                   | 8 milionów monet | 25 marca 2007              |
| Napis w języku hiszpańskim: TRATADO DE ROMA 50 AÑOS, EUROPA, ESPAÑA |             |                                             |                  |                            |
| | Holandia    | Holandia                                    | 6,355,500 monet  | 26 marca 2007              |
| Napis w języku holenderskim: VERDRAG VAN ROME 50 JAAR, EUROPA, KONINKRIJK DER NEDERLANDEN |             |                                             |                  |                            |
| | Irlandia    | Irlandia                                    | 4,640,112 monet  | 26 marca 2007              |
| Napis w języku irlandzkim / gaelic: CONRADH NA RÓIMHE 50 BLIAIN, AN EORAIP, ÉIRE |             |                                             |                  |                            |
| | Luksemburg  | Luksemburg                                  | 2,046,000 monet  | 26 marca 2007              |
| Napis w języku francuskim: TRAITÉ DE ROME 50 ANS, EUROPE Napis w języku luksemburskim: LËTZEBUERG Ze względu na specjalne przepisy, które wymagają, aby każda moneta nosiła portret urzędującego Wielkiego Księcia, luksemburska edycja wspólnej monety okolicznościowej o nominale 2 euro różni się nieco od pozostałych, oprócz przetłumaczonych napisów, dodano utajony wizerunek portretu Wielkiego Księcia (jak wymagane przez prawo krajowe) przy użyciu techniki zwanej multi-view minting. |             |                                             |                  |                            |
| | Niemcy      | Niemcy                                      | 30,865,630 monet | 25 marca 2007              |
| Napis w języku niemieckim: RÖMISCHE VERTRÄGE 50 JAHRE, EUROPA, BUNDESREPUBLIK DEUTSCHLAND |             |                                             |                  |                            |
| | Portugalia  | Portugalia                                  | 1,520,000 monet  | 26 marca 2007              |
| Napis w języku portugalskim: TRATADO DE ROMA 50 ANOS, EUROPA, PORTUGAL |             |                                             |                  |                            |
| | Słowenia    | Słowenia                                    | 400,000 monet    | 25 marca 2007              |
| Napis w języku słoweńskim: RIMSKA POGODBA 50 LET, EVROPA, SLOVENIJA |             |                                             |                  |                            |
| | Włochy      | Włochy                                      | 5 milionów monet | 25 marca 2007              |
| Napis w języku włoskim: TRATTATI DI ROMA 50° ANNIVERSARIO, EUROPA, REPUBBLICA ITALIANA |             |                                             |                  |                            |
| |             |                                             |                  |                            |
| - Prawo holenderskie, które wymaga, aby na wszystkich monetach emitowanych przez Holandię (na przykład obecnie Willem-Alexander Koning der Nederlanden) pojawiał się portret aktualnej głowy państwa Niderlandów oraz napis (Koning/Koningin) der Nederlanden) zostało zmienione, aby Holandia mogła wziąć udział we wspólnej edycji; poprawka całkowicie zniosła wymóg posiadania monet okolicznościowych o nominale 2 euro. - Ze względu na wielojęzyczne społeczeństwo Belgii, na monecie belgijskiej widnieje napis PACTVM ROMANVM QVINQVAGENARIVM po łacinie. - Trzy mikropaństwa, które również używają euro ze względu na oficjalne porozumienie z Unią Europejską (Monako, San Marino i Watykan) nie wyemitowały tej monety, ponieważ nie są członkami Unii Europejskiej. Jednak niektóre państwa członkowskie Unii Europejskiej, które jeszcze nie wprowadziły euro, również wzięły udział w tym programie. Na przykład Cypr wyemitował monetę o nominale 1 funta cypryjskiego, a Węgry monetę o nominale 50 forintów węgierskich o tym samym wzorze. |             |                                             |                  |                            |

## 10. rocznica wprowadzenia wspólnej waluty euro
Druga wspólna emisja przeprowadzona przez kraje unii monetarnej odbyła się w 2009 roku.
| Awers | Państwo     | Nazwa monety                                   | Wielkość emisji  | Data emisji                |
| --- | ----------- | ---------------------------------------------- | ---------------- | -------------------------- |
| | Strefa euro | 10. rocznica wprowadzenia wspólnej waluty euro | 82.409.223 monet | 1 stycznia – 26 marca 2009 |
| Opis: Pośrodku monety widnieje stylizowana postać ludzka, której lewe ramię przedłużone jest o symbol euro. Pod symbolem euro umieszczono inicjały artysty, tj. ΓΣ. W górnej części motywu widnieje nazwa państwa emitującego w języku narodowym (językach narodowych), a w dolnej części oznaczenie 1999-2009 oraz akronim EMU przetłumaczony na język narodowy (języki narodowe). Dwanaście gwiazd flagi europejskiej umieszczonych jest na zewnętrznym otoku |             |                                                |                  |                            |
| |             |                                                |                  |                            |
| | Austria     | Austria                                        | 5 milionów monet | 2 stycznia 2009            |
| Napis w języku niemieckim: REPUBLIK ÖSTERREICH, WWU (Wirtschafts- und Währungsunion) |             |                                                |                  |                            |
| | Belgia      | Belgia                                         | 5,012,000 monet  | 27 stycznia 2009           |
| Napis w trzech językach holenderskim-francuskim-niemieckim: BELGIE–BELGIQUE–BELGIEN Napis w języku angielskim: EMU (Economic and Monetary Union) |             |                                                |                  |                            |
| | Cypr        | Cypr                                           | 1 milion monet   | 5 stycznia 2009            |
| Napis w języku greckim i tureckim: KYΠPOΣ KIBRIS Napis w języku greckim: ONE (Οικονομική και Νομισματική Ένωση) |             |                                                |                  |                            |
| | Finlandia   | Finlandia                                      | 1,400,000 monet  | 15 stycznia 2009           |
| Napis w języku fińskim i szwedzkim: SUOMI FINLAND Napis w języku angielskim: 2009, EMU (Economic and Monetary Union) Napis na krawędzi monety w języku fińskim: TALOUS – JA RAHALIITTO EMU |             |                                                |                  |                            |
| | Francja     | Francja                                        | 10,074,085 monet | 23 stycznia 2009           |
| Napis w języku francuskim: RÉPUBLIQUE FRANÇAISE, UEM (l'Union économique et monétaire) |             |                                                |                  |                            |
| | Grecja      | Grecja                                         | 4 miliony monet  | 2 stycznia 2009            |
| Napis w języku greckim: ΕΛΛΗΝΙΚΗ ΔΗΜΟΚΡΑΤΙΑ, ONE (Οικονομική και Νομισματική Ένωση) |             |                                                |                  |                            |
| | Hiszpania   | Hiszpania                                      | 8 milionów monet | 2 lutego 2009              |
| Napis w języku hiszpańskim: ESPAÑA, UEM (Unión Económica y Monetaria) |             |                                                |                  |                            |
| | Holandia    | Holandia                                       | 5,313,500 monet  | 7 stycznia 2009            |
| Napis w języku holenderskim: NEDERLAND, EMU (economische en monetaire unie) |             |                                                |                  |                            |
| | Irlandia    | Irlandia                                       | 5 milionów monet | 1 stycznia 2009            |
| Napis w języku irlandzkim / gaelic: ÉIRE, AEA (Aontas Eacnamaíochta Airgeadaíochta) |             |                                                |                  |                            |
| | Luksemburg  | Luksemburg                                     | 825,000 monet    | 15 stycznia 2009           |
| Napis w języku luksemburskim: LËTZEBUERG Napis w języku francuskim: UEM (l'Union économique et monétaire) Ze względu na specjalne przepisy, które wymagają, aby każda moneta nosiła portret urzędującego Wielkiego Księcia, luksemburska edycja wspólnej monety okolicznościowej o nominale 2 euro różni się nieco od pozostałych, oprócz przetłumaczonych napisów, dodano dwa ukryte wizerunki portretu Wielkiego Księcia (jak wymagane przez prawo krajowe). Zastosowana metoda (multi-view-minting) była jeszcze bardziej wyrafinowana niż ta zastosowana w 2007 roku, ponieważ można było zobaczyć portrety Wielkiego Księcia z lewej i prawej strony, w zależności od tego, w którą stronę przechylano monetę. |             |                                                |                  |                            |
| | Malta       | Malta                                          | 700,000 monet    | 5 stycznia 2009            |
| Napis w języku maltańskim: MALTA, UEM (Unjoni Ekonomika u Monetarja) |             |                                                |                  |                            |
| | Niemcy      | Niemcy                                         | 30,565,630 monet | 2 stycznia 2009            |
| Napis w języku niemieckim: BUNDESREPUBLIK DEUTSCHLAND, WWU (Wirtschafts- und Währungsunion) |             |                                                |                  |                            |
| | Portugalia  | Portugalia                                     | 1,285,000 monet  | 5 stycznia 2009            |
| Napis w języku portugalskim: PORTUGAL, UEM (União Económica e Monetária) |             |                                                |                  |                            |
| | Słowacja    | Słowacja                                       | 2,500,000 monet  | 7 stycznia 2009            |
| Napis w języku słowackim: SLOVENSKO, HMÚ (Hospodárska a menová únia) |             |                                                |                  |                            |
| | Słowenia    | Słowenia                                       | 1 milion monet   | 5 stycznia 2009            |
| Napis w języku słoweńskim: SLOVENIJA, EMU (Ekonomska in monetarna unija) |             |                                                |                  |                            |
| | Włochy      | Włochy                                         | 2 miliony monet  | 26 marca 2009              |
| Napis w języku włoskim: REPUBBLICA ITALIANA, UEM (l'unione economica e monetaria) |             |                                                |                  |                            |
| |             |                                                |                  |                            |
| - Ostateczny wzór monety został wybrany w drodze głosowania elektronicznego od 31 stycznia do 22 lutego 2008 roku, którego wynik ogłoszono 25 lutego 2008 roku. Wzory zostały wstępnie wybrane przez krajowych dyrektorów mennic strefy euro. - Zwycięzcą został George Stamatopoulos, rzeźbiarz z Mennicy Banku Grecji. |             |                                                |                  |                            |

## 10 lat monet i banknotów euro
Trzecia emisja została wprowadzona w 2012 roku.
| Awers | Państwo     | Nazwa monety                  | Wielkość emisji   | Data emisji                |
| --- | ----------- | ----------------------------- | ----------------- | -------------------------- |
| | Strefa euro | 10 lat monet i banknotów euro | 89,795,361 monet  | 2 stycznia – 30 marca 2012 |
| Opis: Znak euro pośrodku monety symbolizuje, że euro stało się elementem o szczególnym znaczeniu w Europie i na całym świecie, ponieważ w ostatnim czasie przekształciło się w globalnego gracza międzynarodowego systemu walutowego w ostatnim dziesięcioleciu. Elementy wzornicze wokół znaku euro wyrażają znaczenie euro dla ludzi, świata finansów (wieża Europejskiego Bank Centralnego "EBC"), handlu (statki), przemysłu (fabryki), sektora energetycznego oraz badań i rozwoju (elektrownie wiatrowe). Projekt stworzył Helmut Andexlinger (projektant w Mennicy Austriackiej). Inicjały artysty AH pojawiają się pod obrazem wieży EBC. Na górze znajduje się nazwa kraju emitującego w języku narodowym (z wyjątkiem Belgii, gdzie jest to „BE”), a lata 2002–2012 znajdują się na dole. Dwanaście gwiazd Unii Europejskiej otacza wzór na zewnętrznym pierścieniu monety. |             |                               |                   |                            |
| |             |                               |                   |                            |
| | Austria     | Austria                       | 11 milionów monet | 2 stycznia 2012            |
| Napis w języku niemieckim: REPUBLIK ÖSTERREICH |             |                               |                   |                            |
| | Belgia      | Belgia                        | 5,022,000 monet   | 30 stycznia 2012           |
| Napis: BE |             |                               |                   |                            |
| | Cypr        | Cypr                          | 1 milion monet    | 13 lutego 2012             |
| Napis w języku greckim i tureckim: ΚΥΠΡΟΣ KIBRIS |             |                               |                   |                            |
| | Estonia     | Estonia                       | 2 milionów monet  | 2 stycznia 2012            |
| Napis w języku estońskim: EESTI |             |                               |                   |                            |
| | Finlandia   | Finlandia                     | 1,500,000 monet   | 12 stycznia 2012           |
| Napis w języku fińskim i szwedzkim: SUOMI FINLAND |             |                               |                   |                            |
| | Francja     | Francja                       | 10,010,994 monet  | 5 stycznia 2012            |
| Napis w języku francuskim: RÉPUBLIQUE FRANÇAISE |             |                               |                   |                            |
| | Grecja      | Grecja                        | 1 milion monet    | 2 stycznia 2012            |
| Napis w języku greckim: ΕΛΛΗΝΙΚΗ ΔΗΜΟΚΡΑΤΙΑ |             |                               |                   |                            |
| | Hiszpania   | Hiszpania                     | 4 miliony monet   | 2 January 2012             |
| Napis w języku hiszpańskim: ESPAÑA |             |                               |                   |                            |
| | Holandia    | Holandia                      | 3,500,000 monet   | 13 lutego 2012             |
| Napis w języku holenderskim: NEDERLAND |             |                               |                   |                            |
| | Irlandia    | Irlandia                      | 1,354,867 monet   | 3 stycznia 2012            |
| Napis w języku irlandzkim / gaelic: ÉIRE |             |                               |                   |                            |
| | Luksemburg  | Luksemburg                    | 532,500 monet     | 31 stycznia 2012           |
| Napis w języku luksemburskim: LËTZEBUERG Podobnie jak w przypadku poprzednich wspólnych emisji monet okolicznościowych, do monety luksemburskiej dodano obowiązkowy utajony wizerunek wielkiego księcia Henryka. Portret znajduje się w tej samej przestrzeni, co znak euro i otaczający go glob. |             |                               |                   |                            |
| | Malta       | Malta                         | 500,000 monet     | 30 marca 2012              |
| Napis w języku maltańskim: MALTA |             |                               |                   |                            |
| | Niemcy      | Niemcy                        | 30,725,000 monet  | 2 stycznia 2012            |
| Napis w języku niemieckim: BUNDESREPUBLIK DEUTSCHLAND |             |                               |                   |                            |
| | Portugalia  | Portugalia                    | 520,000 monet     | 24 lutego 2012             |
| Napis w języku portugalskim: PORTUGAL |             |                               |                   |                            |
| | Słowacja    | Słowacja                      | 1 milion monet    | 2 stycznia 2012            |
| Napis w języku słowackim: SLOVENSKO |             |                               |                   |                            |
| | Słowenia    | Słowenia                      | 1 milion monet    | 3 stycznia 2012            |
| Napis w języku słoweńskim: SLOVENIJA |             |                               |                   |                            |
| | Włochy      | Włochy                        | 15 milionów monet | 20 marca 2012              |
| Napis w języku włoskim: REPUBBLICA ITALIANA |             |                               |                   |                            |
| |             |                               |                   |                            |
| - Ostateczny projekt monety został wybrany w drodze głosowania elektronicznego. Zwycięzcą został Helmut Andexlinger, profesjonalny projektant z Mennicy Austriackiej. |             |                               |                   |                            |

## 30 lat flagi Europy
Czwartą wspólną emisję wprowadzono w 2015 roku.
| Awers | Państwo     | Nazwa monety        | Wielkość emisji  | Data emisji                  |
| --- | ----------- | ------------------- | ---------------- | ---------------------------- |
| | Strefa euro | 30 lat flagi Europy | 51 200 000 monet | 6 sierpnia – 23 grudnia 2015 |
| Opis: Projekt przedstawia flagę UE jako symbol unii narodów i kultur, które podzielają wizje i ideały lepszej wspólnej przyszłości. Dwanaście gwiazd, które zamieniają się w postacie ludzkie, symbolizuje narodziny nowej Europy. W prawym górnym rogu półokręgu widnieje nazwa kraju emisji w języku (językach) narodowych oraz lata 1985-2015. W prawym dolnym rogu znajdują się inicjały artysty (Georgios Stamatopoulos). |             |                     |                  |                              |
| |             |                     |                  |                              |
| | Austria     | Austria             | 2 500 000 monet  | 30 października 2015         |
| Napis w języku niemieckim: REPUBLIK ÖSTERREICH |             |                     |                  |                              |
| | Belgia      | Belgia              | 412 500 monet    | 18 listopada 2015            |
| Napis w trzech językach holenderskim-francuskim-niemieckim: BELGIE-BELGIQUE-BELGIEN |             |                     |                  |                              |
| | Cypr        | Cypr                | 350 000 monet    | 30 listopada 2015            |
| Napis w języku greckim i tureckim: ΚΥΠΡΟΣ KIBRIS |             |                     |                  |                              |
| | Estonia     | Estonia             | 350 000 monet    | 10 grudnia 2015              |
| Napis w języku estońskim: EESTI |             |                     |                  |                              |
| | Finlandia   | Finlandia           | 500.000 monet    | 6 sierpnia 2015              |
| Napis w języku fińskim i szwedzkim: SUOMI FINLAND |             |                     |                  |                              |
| | Francja     | Francja             | 400.000 monet    | 16 listopada 2015            |
| Napis w języku francuskim: RÉPUBLIQUE FRANÇAISE |             |                     |                  |                              |
| | Grecja      | Grecja              | 750 000 monet    | 23 grudnia 2015              |
| Napis w języku greckim: ΕΛΛΗΝΙΚΗ ΔΗΜΟΚΡΑΤΙΑ |             |                     |                  |                              |
| | Hiszpania   | Hiszpania           | 4 miliony monet  | 1 grudnia 2015               |
| Napis w języku hiszpańskim: ESPAÑA |             |                     |                  |                              |
| | Holandia    | Holandia            | 1 milion monet   | 13 października 2015         |
| Napis w języku holenderskim: NEDERLAND |             |                     |                  |                              |
| | Irlandia    | Irlandia            | 1 milion monet   | 16 października 2015         |
| Napis w języku irlandzkim / gaelic: ÉIRE |             |                     |                  |                              |
| | Litwa       | Litwa               | 750 000 monet    | 17 listopada 2015            |
| Napis w języku litewskim: LIETUVA |             |                     |                  |                              |
| | Luksemburg  | Luksemburg          | 510 000 monet    | 3 grudnia 2015               |
| Napis w języku luksemburskim: LËTZEBUERG Podobnie jak w przypadku poprzednich wspólnych emisji monet okolicznościowych, do monety luksemburskiej dodano obowiązkowy utajony wizerunek wielkiego księcia Henryka. Portret znajduje się w tej samej przestrzeni, co flaga Unii Europejskiej w centralnej części monety. |             |                     |                  |                              |
| | Łotwa       | Łotwa               | 100 000 monet    | 3 listopada 2015             |
| Napis w języku łotewskim: LATVIJA |             |                     |                  |                              |
| | Malta       | Malta               | 300 000 monet    | 18 grudnia 2015              |
| Napis w języku maltańskim: MALTA |             |                     |                  |                              |
| | Niemcy      | Niemcy              | 30 125 000 monet | 5 listopada 2015             |
| Napis w języku niemieckim: BUNDESREPUBLIK DEUTSCHLAND |             |                     |                  |                              |
| | Portugalia  | Portugalia          | 520 000 monet    | 30 listopada 2015            |
| Napis w języku portugalskim: PORTUGAL |             |                     |                  |                              |
| | Słowacja    | Słowacja            | 1 milion monet   | 24 września 2015             |
| Napis w języku słowackim: SLOVENSKO |             |                     |                  |                              |
| | Słowenia    | Słowenia            | 1 milion monet   | 7 grudnia 2015               |
| Napis w języku słoweńskim: SLOVENIJA |             |                     |                  |                              |
| | Włochy      | Włochy              | 1 005 000 monet  | 9 listopada 2015             |
| Napis w języku włoskim: REPUBBLICA ITALIANA |             |                     |                  |                              |
| |             |                     |                  |                              |
| - Aby uczcić 30. rocznicę flagi UE, ministrowie finansów strefy euro postanowili, że państwa członkowskie strefy euro wybiją pamiątkową monetę o nominale 2 euro ze wspólnym motywem na rewersie narodowym. Obywatele i mieszkańcy strefy euro wybrali zwycięski projekt w publicznym głosowaniu w Internecie. Głosującym zaoferowano wybór spośród pięciu projektów, wstępnie wyselekcjonowanych przez profesjonalne jury w wyniku konkursu projektowego między europejskimi mennicami. Wybrany projekt został stworzony przez Georgiosa Stamatopoulosa, profesjonalnego grawera z Banku Grecji. |             |                     |                  |                              |

## 35 lat programu Erasmus
Kolejna już piąta wspólna emisja została wprowadzona do obiegu w 2022 roku.
| Awers | Państwo     | Nazwa monety            | Wielkość emisji  | Data emisji                 |
| --- | ----------- | ----------------------- | ---------------- | --------------------------- |
| | Strefa euro | 35 lat programu Erasmus | 37.052.500 monet | 1 lipca – 17 listopada 2022 |
| Opis: Projekt łączy dwa główne elementy programu Erasmus: intelektualną inspirację programu, samego Erazma oraz alegorię jego wpływów w Europie. Pierwszy element symbolizuje jeden z najbardziej znanych przedstawień Erazma z Rotterdamu. Drugi symbolizuje świetlista sieć powiązań, które przecinają monetę od punktu do punktu, reprezentując w ten sposób liczne wymiany intelektualne i międzyludzkie między europejskimi studentami. W odniesieniu do Europy niektóre z tych powiązań tworzą inne gwiazdy, zrodzone z synergii między krajami. Z gwiazd wyłania się we współczesnej grafice liczba 35 w hołdzie 35. rocznicy programu. Po prawej stronie monety u dołu napisy w językach narodowych (nazwa kraju 1987-2022 PROGRAM ERASMUS). W niektórych przypadkach zamiast nazwy kraju umieszczony jest dwuliterowy kod państwa znajdujący się na środku monety. Na zewnętrznym pierścieniu widnieje dwanaście gwiazd flagi Unii Europejskiej. |             |                         |                  |                             |
| |             |                         |                  |                             |
| | Austria     | Austria                 | 1 060 000 monet  | 1 lipca 2022                |
| Napis w języku niemieckim: REPUBLIK ÖSTERREICH / 1987-2022 / ERASMUS PROGRAMM / J.J. Napis na krawędzi monety: 2 EURO ★★★, 4-krotnie powtórzony, naprzemiennie odwrócony |             |                         |                  |                             |
| | Belgia      | Belgia                  | 1 milion monet   | 1 lipca 2022                |
| Napis w języku francuskim: BE / 1987-2022 / ERASMUS PROGRAMME / J.J. Napis na krawędzi monety: 2★★, 6-krotnie powtórzony, naprzemiennie odwrócony |             |                         |                  |                             |
| | Cypr        | Cypr                    | 412 000 monet    | 1 lipca 2022                |
| Napis w języku greckim i tureckim oraz angielskim: ΚΥΠΡΟΣ KIBRIS / 1987-2022 / ERASMUS PROGRAMME / J.J. Napis na krawędzi monety w języku greckim i angielskim: 2 ΕΥΡΩ 2 EURO, powtórzony dwukrotnie |             |                         |                  |                             |
| | Estonia     | Estonia                 | 1 milion monet   | 1 lipca 2022                |
| Napis w języku estońskim: EESTI / 1987-2022 / ERASMUSE PROGRAMM / J.J. Napis na krawędzi monety w języku estońskim: EESTI, powtórzony dwukrotnie, naprzemiennie odwrócony |             |                         |                  |                             |
| | Finlandia   | Finlandia               | 400 000 monet    | 1 lipca 2022                |
| Napis w języku fińskim: FI / 1987-2022 / ERASMUS OHJELMA PROGRAMMET / J.J. Napis na krawędzi monety w języku fińskim i szwedzkim: SUOMI FINLAND ***, gdzie * symbolizuje głowę lwa |             |                         |                  |                             |
| | Francja     | Francja                 | 3 520 000 monet  | 6 lipca 2022                |
| Napis w języku francuskim: RF / 1987-2022 / ERASMUS PROGRAMME / J.J. Napis na krawędzi monety: 2★★, 6-krotnie powtórzony, naprzemiennie odwrócony |             |                         |                  |                             |
| | Grecja      | Grecja                  | 750 000 monet    | 1 lipca 2022                |
| Napis w języku greckim oraz angielskim: ΕΛΛΗΝΙΚΗ ΔΗΜΟΚΡΑΤΙΑ / 1987-2022 / ERASMUS PROGRAMME / J.J. Napis na krawędzi monety w języku greckim: ΕΛΛΗΝΙΚΗ ΔΗΜΟΚΡΑΤΙΑ ★ |             |                         |                  |                             |
| | Hiszpania   | Hiszpania               | 1 milion monet   | 1 lipca 2022                |
| Napis w języku hiszpańskim oraz angielskim: ESPAÑA / 1987-2022 / ERASMUS PROGRAMME / J.J. Napis na krawędzi monety: 2★★, 6-krotnie powtórzony, naprzemiennie odwrócony |             |                         |                  |                             |
| | Holandia    | Holandia                | 570 000 monet    | 1 lipca 2022                |
| Napis w języku holenderskim: NL / 1987-2022 / ERASMUS PROGRAMMA / J.J. Napis na krawędzi monety w języku holenderskim: GOD ★ ZIJ ★ MET ★ ONS ★ |             |                         |                  |                             |
| | Irlandia    | Irlandia                | 500 000 monet    | 1 lipca 2022                |
| Napis w języku irlandzkim / gaelic oraz angielskim: éıre / 1987-2022 / ERASMUS PROGRAMME / J.J. Napis na krawędzi monety: 2★★, 6-krotnie powtórzony, naprzemiennie odwrócony |             |                         |                  |                             |
| | Litwa       | Litwa                   | 300 000 monet    | 1 lipca 2022                |
| Napis w języku litewskim: LIETUVA / 1987-2022 / ERASMUS PROGRAMMA / J.J. Napis na krawędzi monety w języku litewskim: LAISVĖ * VIENYBĖ * GEROVĖ * |             |                         |                  |                             |
| | Luksemburg  | Luksemburg              | 285 500 monet    | 1 lipca 2022                |
| Napis w języku luksemburskim oraz angielskim: LËTZEBUERG / 1987-2022 / ERASMUS PROGRAMME / J.J. Napis na krawędzi monety: 2★★, 6-krotnie powtórzony, naprzemiennie odwrócony Podobnie jak w przypadku poprzednich wspólnych emisji monet okolicznościowych, do monety luksemburskiej dodano obowiązkowy utajony wizerunek wielkiego księcia Henryka. Portret znajduje się w górnej części monety. |             |                         |                  |                             |
| | Łotwa       | Łotwa                   | 307 000 monet    | 1 lipca 2022                |
| Napis w języku łotewskim: LATVIJA / 1987-2022 / ERASMUS PROGRAMMA / J.J. Napis na krawędzi monety w języku łotewskim: DIEVS SVĒTĪ LATVIJU |             |                         |                  |                             |
| | Malta       | Malta                   | 82 500 monet     | 17 listopada 2022           |
| Napis w języku angielskim: MALTA / 1987-2022 / ERASMUS PROGRAMME / J.J. Napis na krawędzi monety: 2★★, 6-krotnie powtórzony, naprzemiennie odwrócony |             |                         |                  |                             |
| | Niemcy      | Niemcy                  | 20 350 000 monet | 1 lipca 2022                |
| Napis w języku niemieckim oraz angielskim: D / 1987-2022 / ERASMUS PROGRAMME / J.J. Napis na krawędzi monety w języku niemieckim: EINIGKEIT UND RECHT UND FREIHEIT oraz wzór orła republiki federalnej |             |                         |                  |                             |
| | Portugalia  | Portugalia              | 765 000 monet    | 1 lipca 2022                |
| Napis w języku portugalskim: PORTUGAL / 1987-2022 / PROGRAMA ERASMUS / J.J. Wzór na krawędzi monety: pięć herbów i siedem zamków rozmieszczonych w równych odstępach |             |                         |                  |                             |
| | Słowacja    | Słowacja                | 1 milion monet   | 1 lipca 2022                |
| Napis w języku słowackim oraz angielskim: SLOVENSKO / 1987-2022 / ERASMUS PROGRAMME / J.J. Napis na krawędzi monety w języku słowackim: SLOVENSKÁ REPUBLIKA, po którym umieszczono w następującej kolejności: gwiazdka - liść lipy - gwiazdka |             |                         |                  |                             |
| | Słowenia    | Słowenia                | 1 milion monet   | 1 lipca 2022                |
| Napis w języku słoweńskim: SLOVENIJA / 1987-2022 / PROGRAM ERASMUS / J.J. Napis na krawędzi monety w języku słoweńskim: SLOVENIJA, po którym następuje wygrawerowana kropka |             |                         |                  |                             |
| | Włochy      | Włochy                  | 3 miliony monet  | 1 lipca 2022                |
| Napis w języku włoskim oraz angielskim: RI / 1987-2022 / ERASMUS PROGRAMME / J.J. Napis na krawędzi monety: 2★★, 6-krotnie powtórzony, naprzemiennie odwrócony |             |                         |                  |                             |
| |             |                         |                  |                             |
| - Design monety został wybrany w głosowaniu internetowym spośród sześciu awersów zakwalifikowanych przez komisję Europejskiego Banku Centralnego. Zwycięzcą został Joaquin Jiménez. |             |                         |                  |                             |